# Communauté d'agglomération du Pays de l'Or
La communauté d'agglomération du Pays de l'Or est une communauté d'agglomération française, située dans l'est du département de l'Hérault, en région Occitanie. 
Elle a succédé au 1er janvier 2012 à la communauté de communes du même nom.
Jusqu'à l'adhésion de Palavas-les-Flots à la communauté de communes le 1er janvier 2005, elle était composée essentiellement des communes du canton de Mauguio : Mauguio, Lansargues, Mudaison, Candillargues, Saint-Aunès et La Grande Motte.
Le nom « Pays de l'Or » fait référence à l'étang de l'Or qui est situé au sud du canton.

## Historique

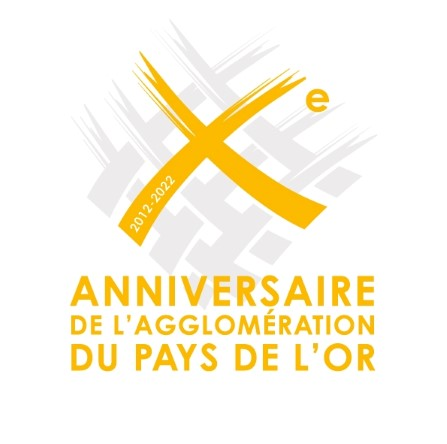
Logo de la communauté d'agglomération du Pays de l'Or à l'occasion des 10 ans de sa création durant l'année 2022.

En 1947, est créé le SIVU de Pérols-Mauguio, devenu en 1971 SIVOM de l'Étang de l'Or. Il propose selon les besoins des communes membres des services communs, déclinés « à la carte ».
En 1993, est créée la communauté de communes du pays de l'Or, répondant au besoin des communes du canton de Mauguio de faire reconnaître l'identité du pays de l'Or.
Entre 2002 et le 31 décembre 2003, les communes de La Grande-Motte, Mauguio et Saint-Aunès ont été intégrées, contre le souhait de leurs conseils municipaux, dans la communauté d'agglomération de Montpellier. Palavas-les-Flots en faisait partie jusqu'au 31 décembre 2004.
Le 1er janvier 2011, le SIVOM disparaît et ses compétences sont reprises par la communauté de communes du Pays de l'Or.
Le 1er janvier 2012, la communauté de communes se transforme en communauté d'agglomération qui intègre aussitôt la commune de Valergues.

## Territoire communautaire

### Composition

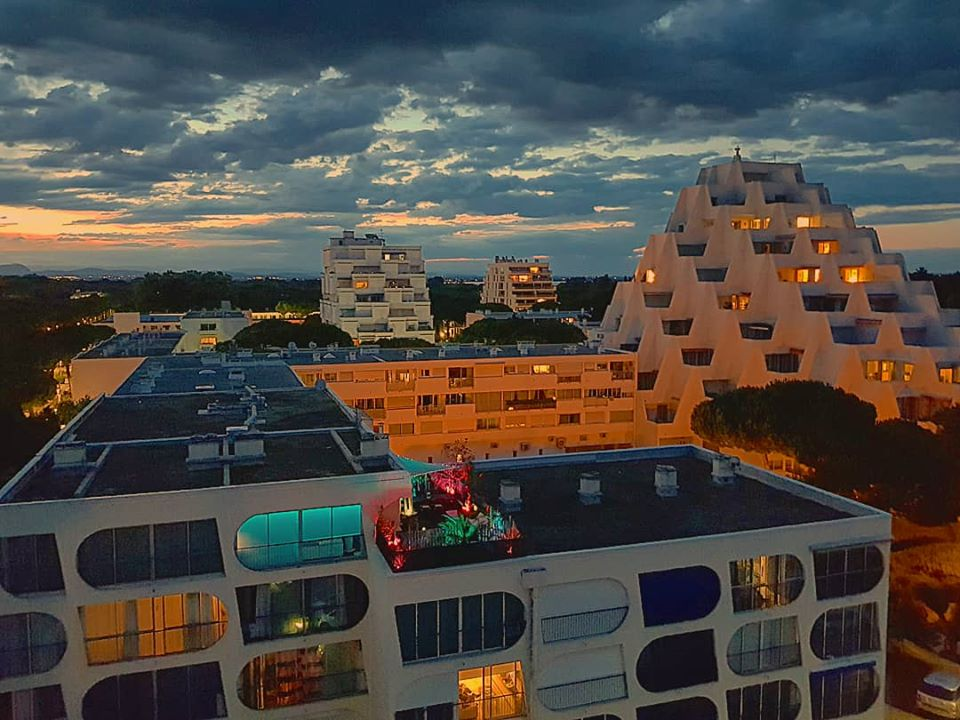
Les pyramides de La Grande-Motte, à l'est du Pays de l'Or.

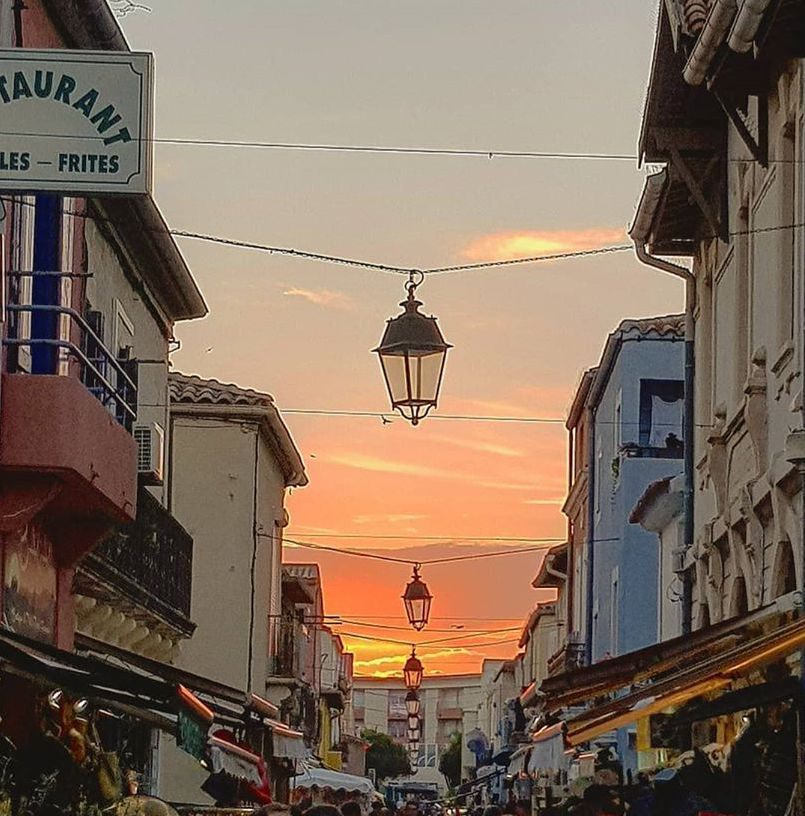
Palavas-les-Flots, la rue piétonne, un soir d'été.

La communauté d'agglomération est composée des 8 communes suivantes :

| Nom               | Code Insee | Gentilé        | Superficie (km2) | Population (dernière pop. légale) | Densité (hab./km2) |
| ----------------- | ---------- | -------------- | ---------------- | --------------------------------- | ------------------ |
| Mauguio (siège)   | 34154      | Melgoriens     | 49,56            | 16 417 (2022)                     | 331                |
| Candillargues     | 34050      | Candillarguois | 8,23             | 2 102 (2022)                      | 255                |
| La Grande-Motte   | 34344      | Grands Mottois | 10,58            | 8 508 (2022)                      | 804                |
| Lansargues        | 34127      | Lansarguois    | 18,39            | 3 130 (2022)                      | 170                |
| Mudaison          | 34176      | Mudaisonnais   | 8,1              | 2 954 (2022)                      | 365                |
| Palavas-les-Flots | 34192      | Palavasiens    | 2,38             | 6 007 (2022)                      | 2 524              |
| Saint-Aunès       | 34240      | Saint-Aunésois | 12,32            | 4 333 (2022)                      | 352                |
| Valergues         | 34321      | Valerguois     | 5,2              | 2 173 (2022)                      | 418                |

### Démographie
| 1968   | 1975   | 1982   | 1990   | 1999   | 2010   | 2015   | 2021   |
| ------ | ------ | ------ | ------ | ------ | ------ | ------ | ------ |
| 10 135 | 14 465 | 22 977 | 28 876 | 37 187 | 42 443 | 44 658 | 45 401 |

## Administration

### Siège
Le siège de la communauté d'agglomération est situé à Mauguio.

### Les élus
Le conseil communautaire de la communauté d'agglomération se compose de 46 conseillers, représentant chacune des communes membres et élus pour une durée de six ans.
Ils sont répartis comme suit :
| Nombre de conseillers | Communes                 |
| --------------------- | ------------------------ |
| 17                    | Mauguio                  |
| 9                     | La Grande-Motte          |
| 6                     | Palavas-les-Flots        |
| 4                     | Saint-Aunès              |
| 3                     | Lansargues, Mudaison     |
| 2                     | Candillargues, Valergues |

### Présidence
| Période                                  | Période                       | Identité          | Étiquette | Qualité                            |
| ---------------------------------------- | ----------------------------- | ----------------- | --------- | ---------------------------------- |
| Les données manquantes sont à compléter. |                               |                   |           |                                    |
|                                          | 2014                          | Yvon Bourrel      | DVG       | maire de Mauguio (2006 → )         |
| 2014                                     | En cours (au 15 juillet 2020) | Stéphan Rossignol | LR        | maire de La Grande-Motte (2008 → ) |

### Compétences
Au 1er octobre 2023, le nombre de compétences partagées est de 37.

### Régime fiscal et budget
Le régime fiscal de la communauté d'agglomération est la fiscalité professionnelle unique (FPU).